# Hiro Mizushima
Hiro Mizushima (水嶋 ヒロ, Mizushima Hiro, Tóquio, 13 de Abril de 1984) é escritor, foi modelo e actor japonês.
É conhecido por interpretar os protagonistas Souji Tendou e Souji Kusakabe, na série de televisão Kamen Rider Kabuto.
Em 22 de fevereiro de 2009 se casou com a cantora Ayaka Iida.
Em setembro de 2010, Mizushima se desentendeu com a agência que o representava e declarou ter abandonado a carreira de ator para se dedicar à escrita de peças e roteiros próprios.

## Filmografia

### Tokusatsu
- Kamen Rider Kabuto - Souji Tendou/Kamen Rider Kabuto e Souji Kusakabe/Dark Kabuto (2006)

### Filmes
- Drop (2009)
- GS Wonderland (2008)
- Kamen Rider Kabuto: God Speed Love - Souji Tendou/Kamen Rider Kabuto e Dark Kabuto (2006)
- Lovely Complex - Ryoji Suzuki (2006)
- BECK Live Action -Ryusuke (2010)
- Kuroshitsuji Live Action (2014)
- Kamen Rider Hesei Generations Forever - Souji Tendou/Kamen Rider Kabuto (2018)
- Kamen Rider Zi-O Over Quarzter - Souji Tendou/Kamen Rider Kabuto (2019)

### Televisão
- Tokyo DOGS - Kudo Maruo (Fuji TV, 2009)
- MR. BRAIN - Hayashida Toranosuke (2009)
- Zettai Kareshi SP (Fuji TV, 2009)
- Mei-chan no Shitsuji - Shibata Rihito (Fuji TV, 2009)
- Hanazakari no kimitachi e SP - Nanba Minami(2008)
- Room of King - Mori Jiro (2008)
- Absolute Boyfriend - Asamoto Soshi(2008)
- Churaumi Kara no Nengajo - Miyashita Kota (2007)
- Gutannubo (Gout Temps Nouveau) Drama Special (2007)
- Watashitachi no Kyokasho - Yahata Daisuke (Professor de Matematica) (2007)
- Hanazakari no kimitachi e - Nanba Minami (2007)
- Kanojo to no Tadashii Asobikata - Fujiki Kyouji  (2007)
- Hatsukare - Ibushi (2006)
- Pink no Idenshi - Mizuki Ikushima (2005)
- Brother Beat - Yoshii (2005)
- Ame to Yume no Ato ni (2005)
- Gokusen 2 - Hiro Misawa (2005)